# Carrie Genzel
Carrie Genzel (* 18. September 1971 in Vancouver) ist eine kanadische Filmschauspielerin.

## Leben
Carrie Genzel ist seit Mitte der 1990er Jahre als Filmschauspielerin aktiv. Ab 1996 spielte sie Skye Chandler in der Seifenoper All My Children. Es folgten eine Reihe kleinerer Rollen in TV-Serienfolgen und Spielfilmen wie Loch Ness – Die Bestie aus der Tiefe, Far Cry, Das Kabinett des Doktor Parnassus oder Watchmen – Die Wächter.

## Filmografie (Auswahl)
- 1995: Reich und Schön (The Bold and the Beautiful, Fernsehserie, 6 Folgen)
- 1995–1998: Zeit der Sehnsucht (Days of our Lives, Fernsehserie, 10 Folgen)
- 1996–1998: All My Children (Fernsehserie, 105 Folgen)
- 2001: Stargate SG-1 (Fernsehserie, Staffel 5, Folge 11)
- 2006: Supernatural (Insekten) (Fernsehserie, 1 Folge)
- 2006: Der dunkle Sturm (Dark Storm)
- 2007: Loch Ness – Die Bestie aus der Tiefe (Beyond Loch Ness)
- 2007: 88 Minuten (88 Minutes)
- 2007–2008: Flash Gordon (Fernsehserie, 6 Folgen)
- 2008: Far Cry
- 2008–2009: Under One Roof (Fernsehserie, 13 Folgen)
- 2009: Das Kabinett des Doktor Parnassus (The Imaginarium of Doctor Parnassus)
- 2009: Watchmen – Die Wächter (Watchmen)
- 2009: Jennifer’s Body – Jungs nach ihrem Geschmack (Jennifer’s Body)
- 2013: Evil Feed
- 2013: Assault on Wall Street
- 2015: Dead Rising: Watchtower
- 2016: They’re Watching
- 2017: The Layover
- 2017: Max – Agent auf vier Pfoten (Max 2: White House Hero)
- 2018: Parallel